# Дубрівська сільська рада (Звягельський район)
Дубрівська сільська рада (до 1960 року — Дубровська сільська рада, у 1960—84 роках — Дібрівська сільська рада) — орган місцевого самоврядування Дубрівської сільської територіальної громади Звягельського району Житомирської області України з розміщенням у с. Дубрівка.

## Склад ради

### VIII скликання
Рада складається з 22 депутатів та голови.
25 жовтня 2020 року, на місцевих виборах, обрано 20 депутатів ради, з них (за суб'єктами висування): самовисування — 18 та Всеукраїнське об'єднання «Батьківщина» — 2.
Головою громади обрали позапартійного самовисуванця Павла Яківчука, керівника Баранівського відділення «Ощадбанку».
22 листопада 2020 року, повторним голосуванням, обрали депутата-самовисуванця в окрузі № 5.
31 жовтня 2021 року, на проміжних місцевих виборах, обрали останнього, 22-го депутата, самовисуванця від 6 виборчого округу.

### VII скликання
Рада складалася з 22 депутатів та голови.
Перші вибори депутатів ради громади та Дубрівського сільського голови відбулись 25 жовтня 2015 року, одночасно з черговими місцевими виборами. Було обрано 22 депутати, з яких 21 самовисуванець та 1 кандидат від Радикальної партії Олега Ляшка.
Головою громади обрали позапартійного самовисуванця Віктора Козеренка, тодішнього Дубрівського сільського голову.

## Керівний склад сільської ради
| ПІБ                       | Основні відомості                                                                | Суб'єкт висування | Дата обрання | Дата звільнення |
| ------------------------- | -------------------------------------------------------------------------------- | ----------------- | ------------ | --------------- |
| Козеренко Віктор Петрович | Сільський голова, 1964 року народження, освіта вища, безпартійний                |                   | 26.03.2006   | 5.11.2010       |
| Козеренко Віктор Петрович | Сільський голова, 1964 року народження, освіта вища, безпартійний                | самовисування     | 5.11.2010    | 25.10.2015      |
| Козеренко Віктор Петрович | Сільський голова, 1964 року народження, освіта професійно-технічна, безпартійний | самовисування     | 25.10.2015   | 25.10.2020      |
| Яківчук Павло Павлович    | Сільський голова, 1985 року народження, освіта вища, безпартійний                | самовисування     | 25.10.2020   |                 |

Примітка: таблиця складена за даними джерела

## Історія
Створена 1923 року, як Дубровська сільська рада, в складі сіл Дубрівка (Дубровка) та Красуля Смолдирівської волості Новоград-Волинського повіту Волинської губернії. З 1 жовтня 1941 року на обліку в раді значаться села Володимирівка (згодом — Зірка) та Глинянка (у 1946—2016 роках — П'ятирічка).
Станом на 1 вересня 1946 року Дубровська сільська рада входила до складу Баранівського району Житомирської області, на обліку в раді перебували с. Дубровка та хутори Володимирівка, Красуля і П'ятирічка.
Від 5 серпня 1960 року до 17 вересня 1984 року мала назву Дібрівська сільська рада. Перейменована в Дубрівську сільську раду, відповідно до рішення Житомирського облвиконкому № 315 «Про деякі питання адміністративно-територіального устрою», внаслідок перейменування центру сільської ради.
На 1 січня 1972 року Дібрівська сільська рада входила до складу Баранівського району Житомирської області, на обліку в раді перебували села Дібрівка, Зірка, Красуля й П'ятирічка.
До 12 листопада 2015 року — адміністративно-територіальна одиниця у Баранівському районі Житомирської області.
Сільській раді підпорядковувались села Глинянка, Дубрівка, Зірка та Красуля.
Входила до складу Баранівського (7.03.1923 р., 8.12.1966 р.) та Новоград-Волинського (30.12.1962 р.) районів.

### Населення
Кількість населення ради, станом на 1923 рік, становила 3 239 осіб, кількість дворів — 667.
Відповідно до результатів перепису населення СРСР, кількість населення ради, станом на 12 січня 1989 року, становила 3 293 особи.
Станом на 5 грудня 2001 року, відповідно до перепису населення України, кількість мешканців сільської ради становила 2 840 осіб.